# Virus del Nilo occidentale
Il virus del Nilo occidentale (noto anche con la denominazione inglese West Nile virus, WNV) è un arbovirus della famiglia Flaviviridae, genere Flavivirus, appartiene al IV gruppo dei virus a (+) ssRNA. Di questo genere fanno parte anche il virus della febbre gialla, il virus dell'encefalite di Saint-Louis, il virus dell'encefalite di Murray Valley e il virus dell'encefalite giapponese.
Il virus colpisce sia gli animali, in particolare i cavalli, sia gli esseri umani. 
Il suo nome viene dalla provincia del Nilo Occidentale (West Nile) in Uganda, dove fu scoperto per la prima volta nel 1937 in una donna che soffriva di una febbre particolarmente alta. In seguito è stato trovato negli uomini, negli uccelli e nei moscerini in Egitto negli anni cinquanta, diffondendosi infine anche in altri Paesi.

## Epidemiologia
Il WNV è diffuso a livello mondiale, e dagli Stati Uniti si è esteso al Canada, nelle isole Caraibiche e nell'America Latina. Il virus del Nilo occidentale è considerato un patogeno endemico in Africa, Asia, Australia, Medio Oriente, Europa e Stati Uniti. 
Nel 2012 in Italia è stato identificato un nuovo ceppo del virus.

## Trasmissione
La modalità principale di trasmissione del virus del Nilo occidentale è rappresentata da diverse specie di zanzare, che sono il primo vettore. Tra queste, in particolare, riveste un ruolo primario il genere Culex. Tutti i fattori che favoriscono la proliferazione delle zanzare, come ad esempio le piogge abbondanti, le irrigazioni dei terreni agricoli o condizioni climatiche con temperature alte, determinano l'aumento dei contagi.
Gli uccelli, stanziali, migratori o domestici, giocano un ruolo cruciale nella disseminazione del virus essendo l'animale più comunemente infettato e rappresentando il primo serbatoio. Tra gli uccelli sono soprattutto i passeriformi, il più grande ordine di uccelli, a rappresentare il serbatoio naturale del virus. Gli uccelli migratori permettono invece lo spostamento del virus dall'Africa, prima zona endemica, verso altre zone temperate. Le zanzare, in particolare del genere Culex, pungendo gli uccelli migratori asportano sangue infetto, infettano se stesse e quindi ogni altro animale, uomo compreso. Il virus WNV è stato trovato in varie specie di zecche, ma la ricerca attuale suggerisce come questi animali non siano vettori importanti del virus.
Il virus infetta anche diverse altre specie di mammiferi, oltre all'uomo, ed è stato identificato in alcuni rettili, tra cui alligatori e coccodrilli, e anche in alcuni anfibi.
Non tutte le specie animali suscettibili di infezione da virus WNV, o gli esseri umani, sono in grado di sviluppare nel sangue concentrazioni virali sufficienti da trasmettere la malattia alle zanzare infettandole. Pertanto non tutti gli animali suscettibili possono essere considerati fattori principali di trasmissione virale.
In Italia è in vigore dal 2008 una ordinanza del Ministero della Salute che dà il via a un piano di sorveglianza straordinaria della West Nile Disease. Il virus del Nilo è stato infatti dichiarato endemico. Questa ordinanza prevede anche il coinvolgimento dei medici veterinari liberi professionisti. Con il piano di sorveglianza straordinaria si intensificano le misure straordinarie di sorveglianza "finalizzate alla cognizione dell'espansione del fenomeno". L'attenzione al fenomeno è rivolta a uccelli stanziali appartenenti a specie bersaglio (gazza, cornacchia grigia, tortora dal collare orientale), agli equidi e alla fauna culicidica (anche con posizionamento di trappole per la cattura di zanzare). La segnalazione dei casi sospetti nei cavalli è stata incoraggiata anche dalla Società Italiana dei Veterinari per Equini (SIVE), secondo le linee guida fornite dall'Istituto Zooprofilattico di Teramo.
I medici veterinari pubblici e i liberi professionisti sono tenuti alla sorveglianza sindromica nei cavalli. L'attività prevede la messa a punto e distribuzione di un questionario ai medici veterinari per individuare cavalli in cui, nel periodo di attività dei vettori, si siano manifestate sindromi neurologiche riferibili alla malattia.